# Xanthoparmelia transvaalensis
Xanthoparmelia transvaalensis är en lavart som beskrevs av Hale, T. H. Nash & Elix. Xanthoparmelia transvaalensis ingår i släktet Xanthoparmelia och familjen Parmeliaceae.   Inga underarter finns listade i Catalogue of Life.